# Inger Miller
Inger Z. Miller, ameriška atletinja, * 12. junij 1972, Los Angeles, ZDA.
Nastopila je na poletnih olimpijskih igrah leta 1996, kjer je osvojila naslov olimpijske prvakinje v štafeti 4×100 m in četrto mesto v teku na 200 m. Na svetovnih prvenstvih je osvojila naslova prvakinje leta 1997 v štafeti 4x100 m in v teku na 200 m leta 1999, ko je bila tudi srebrna v teku na 100 m, leta 2003 je osvojila še srebrno medaljo v štafeti 4x100 m, zlato medaljo v štafeti 4x100 m iz leta 2001 so ji zaradi dopinga članice štafete Kelli White odvzeli. Leta 1999 je zmagala v teku na 60 m na svetovnem dvoranskem prvenstvu, toda zaradi dopinga so ji medaljo odvzeli. 